# Oost-Timortribunaal
Het Oost-Timortribunaal (District Court of Dili Special Panels of Serious Crimes/Tribunal distrital de Díli Secção Crimes Graves, SPSC) was een geïnternationaliseerd strafhof opgericht in 2000 door UNTAET en belast met de vervolging van genocide, oorlogsmisdrijven, misdrijven tegen de menselijkheid, moord, seksuele misdrijven en marteling gepleegd in Oost-Timor in 1999. De speciale kamers fungeerden vanaf 6 juni 2000 tot 20 mei 2005.

## Geschiedenis
Op 7 december 1975 werd Oost-Timor binnengevallen door het Indonesische leger. Dit leidde en periode van bezetting in die tot oktober 1999 zou duren. Na het aftreden van president Soeharto in 1998 stemde diens opvolger in met het houden van een referendum over de onafhankelijkheid van Oost-Timor. Op 30 augustus 1999 stemde 78,5% van de Oosttimorezen vóór onafhankelijkheid. Dit leidde tot een nieuwe golf van geweld en plunderingen door het Indonesische leger en milities. Naar aanleiding van deze onlusten nam de Veiligheidsraad van de Verenigde Naties resolutie 1272 aan. Deze resolutie richtte de United Nations Transitional Administration in East Timor (UNTAET) op, die per 25 oktober 1999 het bestuur van Oost-Timor overnam. Op 3 december 1999 richtte UNTAET een nieuw systeem van rechtbanken op in Oost-Timor. Op 6 maart 2000 nam UNTAET een nieuwe verordening aan die het mogelijk maakte om de speciale kamers voor de berechting van ernstige misdrijven bij de rechtbank Dili in te stellen.. Op 20 mei 2002 droeg UNTAET bij monde van Kofi Anan het bestuur over aan de democratisch gekozen regering van Oost-Timor.

## Structuur
Binnen de Oost-Timorese gerechtsstructuur kreeg de rechtbank Dili de exclusieve bevoegdheid om zaken met betrekking tot genocide. oorlogsmisdrijven, misdrijven tegen de menselijkheid, moord, seksuele misdrijven en marteling te berechten. In de verordening werd ook de mogelijkheid geopend om binnen de rechtbank een of meerdere speciale kamers te openen belast met de rechtspraak over deze misdrijven. Op 6 juni 2000 werden de eerste speciale kamers opgericht. De speciale kamers bestonden uit één Timorese rechter en twee internationale rechters, terwijl in hoger beroep de mogelijkheid bestond de kamer uit twee Timorese en drie internationale rechters te vormen. Het recht dat de speciale kamers voor ernstige misdrijven moesten toepassen waren met betrekking tot de misdrijven genocide, oorlogsmisdrijven en misdrijven tegen de menselijkheid overgenomen uit het Statuut van Rome, terwijl voor moord en seksuele misdrijven het nationale recht van toepassing was. Samen met de oprichting van de speciale kamers, besloot UNTAET ook tot de oprichting van de 'Serious Crimes Unit', een organisatie die belast was met het vervolgen van misdrijven voor de speciale kamers.

## Zaken
Gedurende de vijf jaren dat de speciale kamers actief waren zijn er vijfenvijftig rechtszaken gehouden. De speciale kamers veroordeelden drieëntachtig personen en spraken er vier vrij. Van die vier vrijgesprokenen werd er in hoger beroep eentje alsnog eentje schuldig bevonden. In totaal zijn er dus vierentachtig personen veroordeeld. Op 20 mei 2005 toen de speciale kamers hun deuren sloten, lagen er nog aanklachten tegen 339 personen zich buiten het bereik van de Oost-Timorese overheid bevonden.

## Kritiek
Het Oost-Timortribunaal heeft van verschillende kanten kritiek gekregen op zijn functioneren. Linton zegt dat de speciale kamers voornamelijk een reputatie hebben achtergelaten dat ze de meest basale regels voor een eerlijk proces niet konden naleven. Ze noemt onder andere problemen die betrekking hadden op: 'willekeurige opsluiting, politieke bemoeinis met de rechterlijke onpartijdigheid, vooringenomen rechters, schendingen van het recht om een effectieve verdediging te voeren, grove vertalingsfouten en veroordelingen voor feiten die niet ten laste waren gelegd.' In een enkele zaak bewijs gebruikt zijn dat door marteling was verkregen. Ook werden dezelfde feiten soms verschillend tenlastegelegd. TRIAL wijst erop de efficiency van de SPSC ook als tekortkoming voor de rechten van de verdediging kunnen worden gezien. En dat er voor de gehele SPSC maar ongeveer vijftien advocaten beschikbaar waren, terwijl dit voor het Joegoslavië-tribunaal gemiddeld acht per zaak waren. Reiger wijst erop dat in de eerste veertien zaken de verhoudingen tussen aanklagen en verdediging zo ongelijk waren, dat er geen enkele getuige voor de verdediging werd opgeroepen. Reiger haalt verder de weigering van Indonesië om mee te werken aan berechting van vermeende misdadigers aan als reden waarom het succes van de speciale kamers beperkt is gebleven. Alles bij elkaar hebben de speciale kamers voor ernstige misdrijven geen blijvende uitwerking op het internationaal strafrecht gehad en is het langetermijneffect van de kamers op het Oost-Timorese rechtssysteem twijfelachtig.